# フェアリーランドストーリー
『フェアリーランドストーリー』（The Fairyland Story）は、タイトーが1985年7月に発売した業務用ビデオゲーム。魔法使いの少女が敵をお菓子に変える魔法を駆使して、敵の全滅を目指す固定画面アクションゲームである。

## 概要
主人公のトレミーを操作し、大トカゲドラコリスクを倒して奪われた「ホーリージェム」を取り戻し、伝染病が蔓延したアルファルファ王国を救出する事を目的としたゲーム。同社のアーケードゲーム『ちゃっくんぽっぷ』（1984年）や『バブルボブル』（1986年）と似たゲームシステムであるが、『バブルボブル』とは異なり2人同時プレイはできない。
開発はタイトーが行った。ディレクターは後に『ニンジャウォーリアーズ』（1988年）を手掛けた緒方正樹および『奇々怪界』（1986年）を手掛けた波多野幹夫、企画は『ニンジャウォーリアーズ』を手掛けた辻野浩司、脚本は『ミズバク大冒険』（1990年）を手掛けた石田一朋、効果音は『バブルボブル』を手掛けた君島正が担当している。
1987年にMSX、1991年にはX68000へ移植された。2003年には携帯電話ゲームとしてiアプリにて配信された。アーケード版はPlayStation 2用ソフト『タイトーメモリーズ 上巻』（2005年）、PlayStation Portable用ソフト『タイトーメモリーズ ポケット』（2006年）に収録された。

## ゲーム内容

### システム
2方向レバーでの左右移動、ジャンプと魔法の2ボタンで主人公の魔法使いトレミーを操作し、固定画面のステージに配置された床ブロック上を移動して画面内に配置された敵を全て倒すとラウンドクリア。全101ラウンドをクリアするとエンディングとなる。
床ブロックはジャンプで上昇中は通り抜け、下降時には足元との接触判定があり通り抜けずに着地する。そのため、上へはジャンプ、下へは落下で移動を行う。
トレミーは一部を除き敵キャラの頭上に乗る事が可能で、それを利用しないと移動できない場所があるためか、倒す順序や移動手順を考えなければならずパズル的要素が強い。トレミーがミスするとその面の初期状態に戻り、倒した敵が全て復活する。（そうでないと、クリアできなくなる状況が生じる。）
『バブルボブル』以降の作品とは違い、同時プレイはできない。2人プレイ時はミスしたときに入れ替わる。
なお、以下の方法のいずれかで敵を倒すことができる。
- 魔法で敵をケーキにしたのち、さらに何度も魔法をかけ続けて消滅させる
- 魔法で敵をケーキにして、それを運び床に落とす
- 落としたケーキで敵を巻き込む
- アイテムで倒す
- ウォームに敵を食べさせる
- 最後の1匹になった場合に時間が一定経つと自動的に消滅する（永久パターン防止）

以下のいずれかに当てはまるとトレミーがミスとなる。
- 敵に当たる
- ケーキに潰される
- ウィザードの魔法に2回かかる（1回目は小さくなる。ちなみに魔法をかけたウィザードを倒せば元に戻れる。）
- サラマンダーやドラゴリスクの吐いた炎に当たる
- ウォームに食べられる

すべての残機を失うか、全101ラウンドクリアでゲームオーバーとなる。コンティニューは店舗側のディップスイッチ設定で有効にされている状態で、1人プレイ時にラウンド8～98の間でゲームオーバーになったときのみ可能。
得点は9,999,990点でカンストとなる。

### アイテム
ステージ内で特定の動作によりステージによって決められた特定箇所にパワーアップアイテムが出現する。トレミーもこれらを獲得する事によってさまざまな効果が発生して、より有利にゲームを進めることが可能になる。
- Magic Stuff（マジックスタッフ） - 一定時間、敵の動きが1/2のスピードになる。
- Silver Scepter（シルバーセプター） - 一定時間、魔法の飛距離が大幅に伸びる。
- Gold Scepter（ゴールドセプター） - 一定時間、敵を魔法で一撃で倒すことが出来るようになる。
- Moon Tiara（ムーンティアラ） - 強制的に月が出現し、一定時間、敵をケーキに変えてしまう。また、フェアリーになってしまっている場合、元の姿に戻ることができる。（ただし、月はMoon Tiaraを取らなくても出現することもある。）
- Star Tiara（スターティアラ） - 一定時間、星が大量に降り注ぎ、星に当たった敵を倒してくれる。
- Scroll of Fire（スクロール・オブ・ファイア） - 一定時間、ケーキ化の魔法のかわりに炎の魔法になる。即死効果を持ち、さらに貫通する。
- Scroll of Ice（スクロール・オブ・アイス） - 一定時間、敵が氷漬けになる。
- Glass Potion（グラスポーション） - 一定時間、透明になり敵を透過できる。
- Change Potion（チェンジポーション） - 一定時間、トレミーが赤いネズミに変身して無敵になる。さらに体当たりで敵を倒すことも可能。
- Mystical Orb（ミスティカルオーブ） - 一定時間、歩くたびに30点加算される。
- Holy Water（ホーリーウォーター） - ボーナス得点。
- Crystal Ring（クリスタルリング） - ボーナス得点。
- Mystical Feather（ミスティカルフェザー） - 現在のステージ＋敵の残っている数のステージにワープする。（ワープ先が98面以降だった場合、強制的に98面にワープされてしまう。）
- Book of Death（ブック・オブ・デス） - 地震により、ケーキになっている敵も含めて全滅する。
- Book of Life（ブック・オブ・ライフ） - 1UPアイテム。トレミーの残機が一つ増える。

### コイン
落としたケーキで敵を巻き込んで潰すと、落下地点にコインが現れる。銅貨・銀貨・金貨の3種類があり、多くの敵をまとめて潰すほど高価なコインが出現する。取るとボーナス点が入り、高価なものほど高得点である。ミスせずに取り続けることでボーナス点の倍率が上昇していく。

## ストーリー
フェアリーランドの北の辺境に存在する平和な国、アルファルファ王国。住人達は不思議な魔力を持ち、互いに魔法の腕を磨き合っていた。しかし、ある日のこと王国は伝染病が蔓延し住人達は病床に伏し、ついには国王アルファルファ3世も病に倒れる事態となった。
そんな中、アルファルファ3世の娘でもあるトレミーは病に倒れた住人たちを看病しながら王国再建の機会を窺っており、王国が荒廃した原因が大トカゲであるドラコリスクの魔力による災いである事を突き止めた。
ドラコリスクはある日多くのモンスターを解き放ち、王国に対して一気に攻め入ってきた。急襲された王国はモンスター達に敗れ、王国の象徴であった「ホーリージェム」を奪われてしまう事態となった。王国を救出するため、トレミーは友人であるロドミーと共にドラコリスクを倒して、「ホーリージェム」を取り戻す旅へと出る事となった。

## キャラクター
トレミー（PTOLEMY）
主人公。アルファルファ王国の第3王女。赤いとんがり帽子にローブの魔法使い衣装を身に付けている。
ロドミー（RODEMY）
トレミーの幼い頃からの親友である大きなドラゴン。7面ごとのデモ画面のみに登場し、トレミーを背に乗せて空を飛ぶ。
『ぽっぷんぽっぷ』ではトレミーそっくりな人型の少女に変身させられた姿で彼女の2Pキャラクターとして登場。
オーク（ORC）
トレミーを執拗に追いかける。
ウィザード（WIZARD）
トレミーと横軸が重なると、三日月状の魔法を飛ばしてくる（射程は短い）。トレミーがこの魔法に当たるとフェアリーに変身させられ、ケーキ化魔法の射程が短く、移動速度が遅くなる。変身させた敵を倒せば元の姿に戻れるが、前述の永久パターン防止でその敵が消滅すると後述の特定のアイテム取得かミスするまで、元の姿に戻る事ができない。フェアリー状態で三日月状の魔法に当たるとミスになる。
サラマンダー（SALAMANDER）
トレミーと横軸が重なるとトサカが光り、速くて画面の端まで届く火炎玉を吐く。
ゴーレム（GOLEM）
基本的にオークと同じだが、時々一定時間止まる。耐久性があり、ケーキにしてもすぐに復活する。
レイス（WRAITH）
魔法を察知して透ける技を持っている。
クレリック（CLERIC）
画面上の敵が自分を含めて4匹以下になると3人の分身を出現させる。本体以外は、トレミーの魔法1発で消滅することが可能。
ウォーム（WORM）
英字では"WORM"だが、このゲームでの呼び名は「ウォーム」。所々にあるワープトンネルに住み着いてトレミーを食べようとする。なお、倒すことはできない。敵味方関係無く食べてしまうため、意外と役に立つ。
『ドンドコドン』にも同じく「ウォーム」の名称で登場、同様のことができる。
ホーンド（HORNED）
ラウンドがスタートして一定時間後に残りの敵が2匹以上だった場合に出現し、画面を一旦周回したあとトレミーを執拗に追いかけてくる。永久パターン防止キャラ。
ドラコリスク（DRACOLISK）
最終ボス。6本足の巨大なドラゴン。
MSX移植版には、以下の敵キャラが追加されている。
アイアンゴーレム
ゴーレム以上にケーキ化からの復活が早い。魔法の連射可能速度よりも早いため、魔法連射で倒す事は不可能。
フラック
トレミーと同じ魔法が使える。しかも魔法の射程は画面の端から端まで届く。
スケルトン
ドラコリスクの護衛として最終面のみに登場の敵キャラ。動きや能力はオークと同じだが、何度倒しても復活する。

## 移植版
| No. | タイトル                    | 発売日                                    | 対応機種                      | 開発元                                    | 発売元                  | メディア                                   | 型式                  | 備考               |
| --- | --------------------------- | ----------------------------------------- | ----------------------------- | ----------------------------------------- | ----------------------- | ------------------------------------------ | --------------------- | ------------------ |
| 1   | フェアリーランドストーリー  | 1987年9月3日                              | MSX                           | タイトー                                  | GA夢/ホット・ビィ       | ロムカセット                               | -                     |                    |
| 2   | フェアリーランドストーリー  | 1991年9月27日                             | X68000                        | エルステッド                              | エス・ピー・エス        | 5インチフロッピーディスク                  | GS-202                |                    |
| 3   | フェアリーランドストーリー  | 2003年6月16日                             | iアプリ                       | グレフ                                    | タイトー                | ダウンロード （タイトーG@MEパーク）        | -                     |                    |
| 4   | タイトーメモリーズ 上巻     | 2005年7月28日                             | PlayStation 2                 | タイトー                                  | タイトー                | DVD-ROM                                    | SLPM-66057            | アーケード版の移植 |
| 5   | Taito Legends 2             | 2006年3月31日 2007年5月16日               | PlayStation 2 Xbox            | タイトー Empire Interactive Atomic Planet | Empire Interactive セガ | DVD-ROM                                    | -                     | アーケード版の移植 |
| 6   | Taito Legends 2             | 2006年3月31日 2007年7月10日               | Windows                       | タイトー Empire Interactive Atomic Planet | Empire Interactive セガ | DVD-ROM                                    | -                     | アーケード版の移植 |
| 7   | タイトーメモリーズ ポケット | 2006年1月5日                              | PlayStation Portable          | タイトー                                  | タイトー                | UMD                                        | ULJM-50706            | アーケード版の移植 |
| 8   | Taito Legends Power-Up      | 2006年10月6日 2006年11月9日 2007年5月17日 | PlayStation Portable          | タイトー                                  | タイトー                | UMD                                        | ULES-00473 ULUS-10208 | アーケード版の移植 |
| 9   | フェアリーランドストーリー  | 2020年12月3日                             | PlayStation 4 Nintendo Switch | ハムスター                                | ハムスター              | ダウンロード (アーケードアーカイブス)      | -                     | アーケード版の移植 |
| 10  | タイトーマイルストーン      | 2022年2月24日                             | Nintendo Switch               | ハムスター                                | タイトー                | Nintendo Switch用ゲームカード ダウンロード | -                     | アーケード版の移植 |
| 11  | フェアリーランドストーリー  | 2022年3月2日                              | イーグレットツー ミニ         | 瑞起 ※本体の開発元                        | タイトー                | プリインストール                           | -                     | アーケード版の移植 |

ファミリーコンピュータ版
1986年にタイトーのファミリーコンピュータのタイトルとして発売予定であり、雑誌の記事や広告・チラシ等に公開された開発中の画面は、見た目はかなりアーケード版に近い仕上がりとなっていた。開発はトーセによって行われた。
X68000版
5インチフロッピーディスク2枚組。アーケード版の移植。ゲーム内BGMを原曲のアレンジバージョンに切り替え可能。

## スタッフ
アーケード版
- 原作・脚本：石田一朋
- 企画・デザイン：ONIJUST.H（辻野浩司）
- 背景：西村年幸、きたがわてつお
- 音楽：Y.TSUCHIDA、君島正
- 監督：緒方正樹、波多野幹夫

MSX版
- ディレクター：石田一朋
- ゲーム・デザイナー：辻野浩司
- プログラマー：石田一朋
- オリジナル・キャラクター・デザイン：辻野浩司

## 評価
アーケード版
- ゲーメストムック『ザ・ベストゲーム』（1991年）の紹介文では、アイテムの豊富さや全101面ある様々な趣向を凝らしたステージに関して肯定的に評価されている[7]。

- ゲーメストムック『ザ・ベストゲーム2』（1998年）では「秀作ゲーム紹介」に選定され、同書にてライターのずるずるは本作がステージが全101面存在する事、アクションパズルの要素を持っている事を指摘した[8]。また本作の魅力は敵のまとめ消しにあると指摘し、如何に敵をまとめるか、如何に高得点を稼ぐかが面白さになっていたと称賛した[8]。その他、本作の前に同社から稼働された『ちゃっくんぽっぷ』や本作の後に稼働された『バブルボブル』など、基本的なゲームシステムを同じくした作品が継続された事に関して、固定ファンを獲得していた事を述べている[8]。

## 備考
- ラウンド57は、同社から稼働された『べんべろべえ』（1984年）というアーケードゲームに登場するカズヤ君という敵キャラクターをデザインしたものである。
- ビデオゲーム版およびX68000版で、ゲームオーバー時またはオールクリアー時のネームエントリー後に、魔法ボタンを押し続けているとプレイ内容に関わらずキャラクター紹介とスタッフロールが流れる。スタッフロールはゲームクリアでは流れない仕様となっている。
- MSX版は、英字ロゴはビデオゲーム版と同じ『THE FAIRYLAND STORY』なのに対し、パッケージやROMカートリッジに表記されている日本語タイトルは『フェアリーランド』である。